# Dompfarrkirche Feldkirch

Katholische Dompfarrkirche hl. Nikolaus in Feldkirch

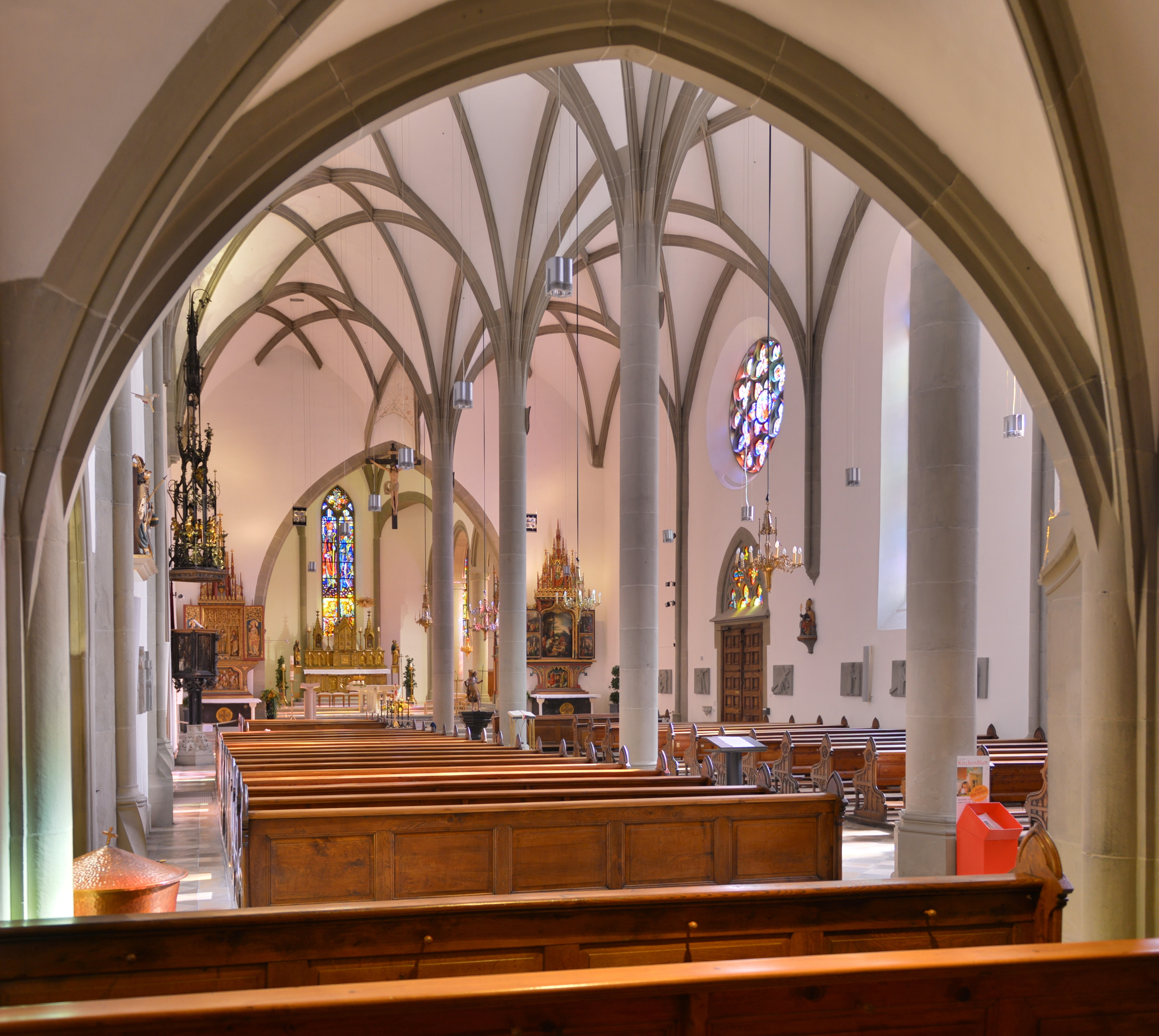
Blick ins zweischiffige Langhaus

Die römisch-katholische Dompfarrkirche Feldkirch (oft auch als Domkirche St. Nikolaus bezeichnet) steht in der Altstadt der Stadtgemeinde Feldkirch im Bezirk Feldkirch in Vorarlberg (Österreich). Sie ist dem heiligen Nikolaus geweiht und gehört zum Dekanat Feldkirch in der Diözese Feldkirch. Das Bauwerk steht unter Denkmalschutz. Mit Gründung der Diözese Feldkirch wurde die Pfarrkirche am 12. August 1968 zum Dom.

## Lagebeschreibung
Die Kirche liegt an der (heutigen) Straße Schlossgraben. Sie wurde im Nordosten der Stadt hinter der Stadtmauer,  entlang des ehemaligen Stadtgrabens aufgrund des eingeschränkten Platzes nur zweischiffig im romanischen Stil errichtet.

## Geschichte
Es wird angenommen, dass sie ehemals entweder eine Filialkirche von St. Peter in Rankweil oder von St. Petronilla in Altenstadt war. 1218 wurde sie Pfarrkirche. Das Patronatsrecht ging 1286 an das Domkapitel in Chur. 1287 wurde die Kirche laut Urkunde dem Heiligen Nikolaus geweiht.
Bei den Stadtbränden 1348, 1396 und 1460 wurde die ursprüngliche Kirche schwer beschädigt. 1478 wurde sie unter dem Architekten Hans Sturn mit spätgotischem Langhaus und Satteldach neu errichtet und geweiht und 1479 der im Norden stehende Kirchturm fertiggestellt. Um 1520 entstand der heutige Chorraum unter einem niedrigeren Satteldach. Weiters gibt es Sakristeien und unter Pultdächern sowohl eine Marien- wie eine Taufkapelle.

## Ausstattung

Innenpanorama

Die schmiedeeiserne Kanzel wurde 1520 aus einem früheren Sakramentshäuschen geformt.
Den rechten, Anna selbdritt darstellenden Seitenaltar schuf 1521 der Feldkircher Maler Wolf Huber, von dem auch die Beweinung Christi im Chor stammt. (Siehe Annenaltar Feldkirch)
Der Hochaltar wurde 1875 von Josef Götz, der linke Seitenaltar 1878 nach einem Plan von Domvikar Georg Dengler von Josef Bertsch geschaffen. Die Reliefs der Kreuzwegstationen schuf Emil Gehrer 1963 und 1964. Drei Marmorplatten vor dem Marienaltar im Seitenschiff verschließen die bischöfliche Gruft, in der sich auch die Särge der Bischöfe Bruno Wechner und Elmar Fischer befinden.
Der neugotische Altar der Marienkapelle von 1905 stammt von Fidelis Rudhart. Eine Madonnenfigur aus Steinguss, Maria mit (dem) Kind, entstand um 1430. Hans Thomann schuf um 1515 die vom ehemaligen Apostelaltar stammenden Figuren Petrus und Paulus. Die Glasgemälde sind von Martin Häusle aus den Jahren 1960 bis 1961.
Es gibt eine Pietà aus dem Jahr 1956 sowie ein von Emil Gehrer geschaffenes Relief.
Nach einem Plan Clemens Holzmeisters wurde 1924 an der Kirche ein hoher dreieckiger Vorbau als mit Gedenktafeln versehenes Kriegerdenkmal angebracht.
Die mechanische Turmuhr stammt aus dem Jahr 1924; Hersteller ist die Firma Philipp Hörz (Roggenburg)

## Orgeln

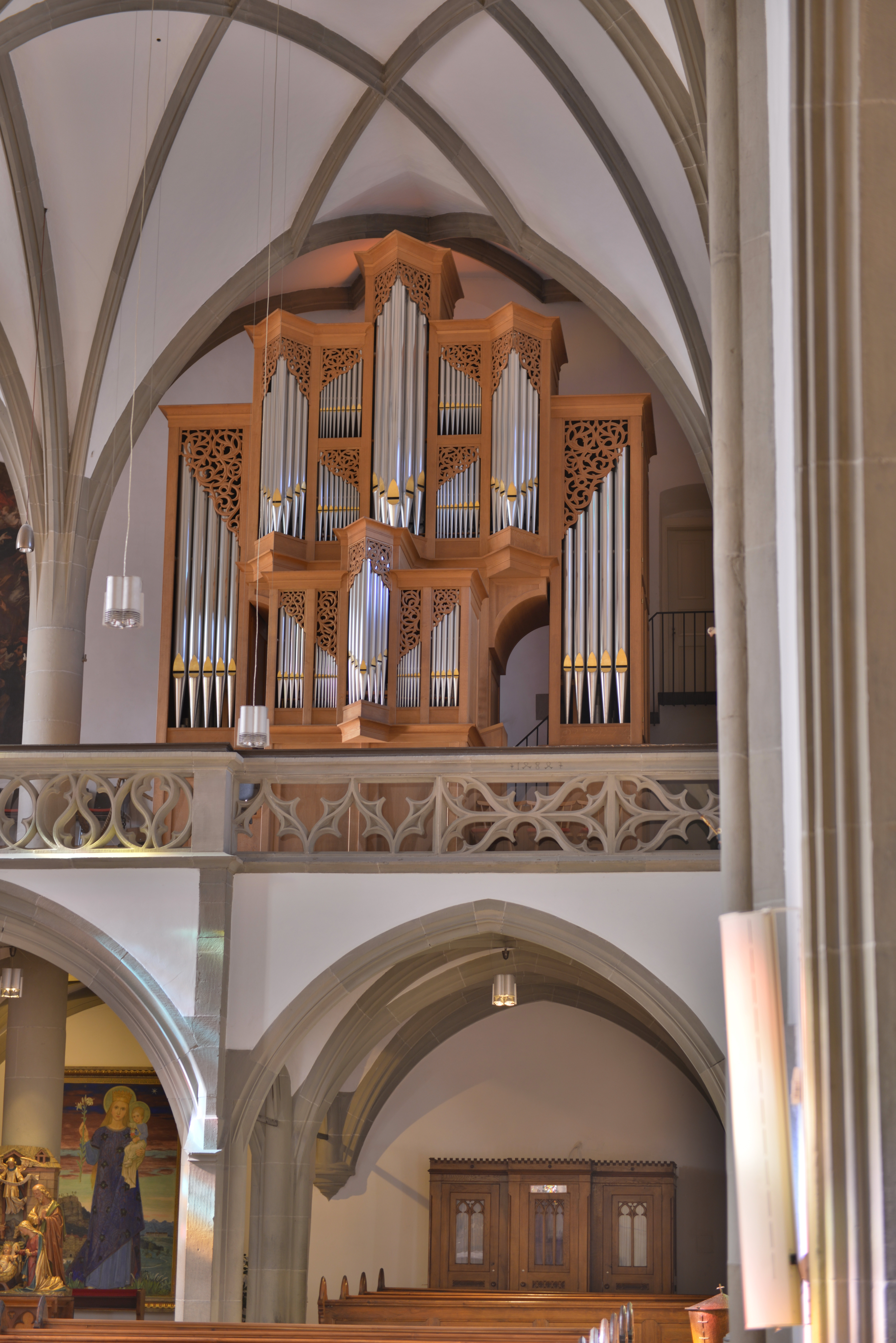
Metzler-Orgel

Die Hauptorgel wurde 1976 von der Orgelbaufirma Metzler und Söhne (Dietikon/CH) gebaut. Das Schleifladen-Instrument hat 35 Register auf drei Manualen und Pedal. Die Spiel- und Registertrakturen sind mechanisch.
| I Rückpositiv C–f3 |       |
| Gedeckt            | 8′    |
| Principal          | 4′    |
| Rohrflöte          | 4′    |
| Sesquialter II     |       |
| Octave             | 2′    |
| Waldflöte          | 2′    |
| Sifflöte           | 1 ⁄3′ |
| Scharf IV          |       |
| Dulcian            | 8′    |

| II Hauptwerk C–f3 |       |
| Quintade          | 16′   |
| Principal         | 8′    |
| Hohlflöte         | 8′    |
| Viola             | 8′    |
| Octave            | 4′    |
| Spitzflöte        | 4′    |
| Quint             | 2 ⁄3′ |
| Superoktave       | 2′    |
| Mixtur IV         |       |
| Zimbel III        |       |
| Trompete          | 8′    |

| III Brustwerk C–f3 |        |
| Holzgedackt        | 8′     |
| Flauto             | 4′     |
| Nasard             | 2 1⁄3′ |
| Principal          | 2′     |
| Gemshorn           | 2′     |
| Terz               | 1 3⁄5′ |
| Zimbel III         |        |
| Vox humana         | 8′     |
| Tremulant          |        |

| Pedalwerk C–f1 |     |
| Subbass        | 16′ |
| Octavbass      | 8′  |
| Octave         | 4′  |
| Mixtur IV      |     |
| Posaune        | 16′ |
| Trompete       | 8′  |
| Trompete       | 4′  |

- Koppeln: I/II, III/II, I/P, II/P, III/P

Weiterhin stehen die Chororgel der Gebrüder Mayer von 1878 und das „Feldkircher Orgelpositiv“ von 1699, welches als älteste Orgel Vorarlbergs gilt, im Dom.

## Glocken
Der Turm des Domes beherbergt ein neunstimmiges Bronzegeläute. Die Glocken aus dem 14. und 16. Jahrhundert wurden in den beiden Weltkriegen aufgrund ihres historischen Wertes vom Einschmelzen ausgenommen, Feldkirch lieferte stattdessen eine entsprechende Menge Kupfer ab.
| Nr. | Name                | Ton   | Gewicht | Gießer                    | Gussjahr |
| --- | ------------------- | ----- | ------- | ------------------------- | -------- |
| 1   | Große Pfarrglocke   | d’    | 2050 kg | Wolfgang Hauser           | 1595     |
| 2   | Ave-Maria-Glocke    | e’    | 1100 kg | Wolfgang Hauser           | 1595     |
| 3   | Jubiläumsglocke     | g’    | 783 kg  | Glockengießerei Perner    | 2008     |
| 4   | Agathaglocke        | b’    | 720 kg  | Feldkircher Gießer        | 14. Jh.  |
| 5   | Zehnuhrglocke       | h’    | 300 kg  | Georg Hauser              | 1593     |
| 6   | Taufglocke          | d’’   | 260 kg  | Glockengießerei Perner    | 2008     |
| 7   | Auferstehungsglocke | e’’   | 203 kg  | Glockengießerei Perner    | 2008     |
| 8   | Sterbeglocke        | fis’’ | 140 kg  | Michael Haffner           | 1560     |
| 9   | Theresienglocke     | b’’   | 45 kg   | Glockengießerei Grassmayr | 1929     |